# Concerto cho 2 harpsichord cung Đô thứ, BWV 1060

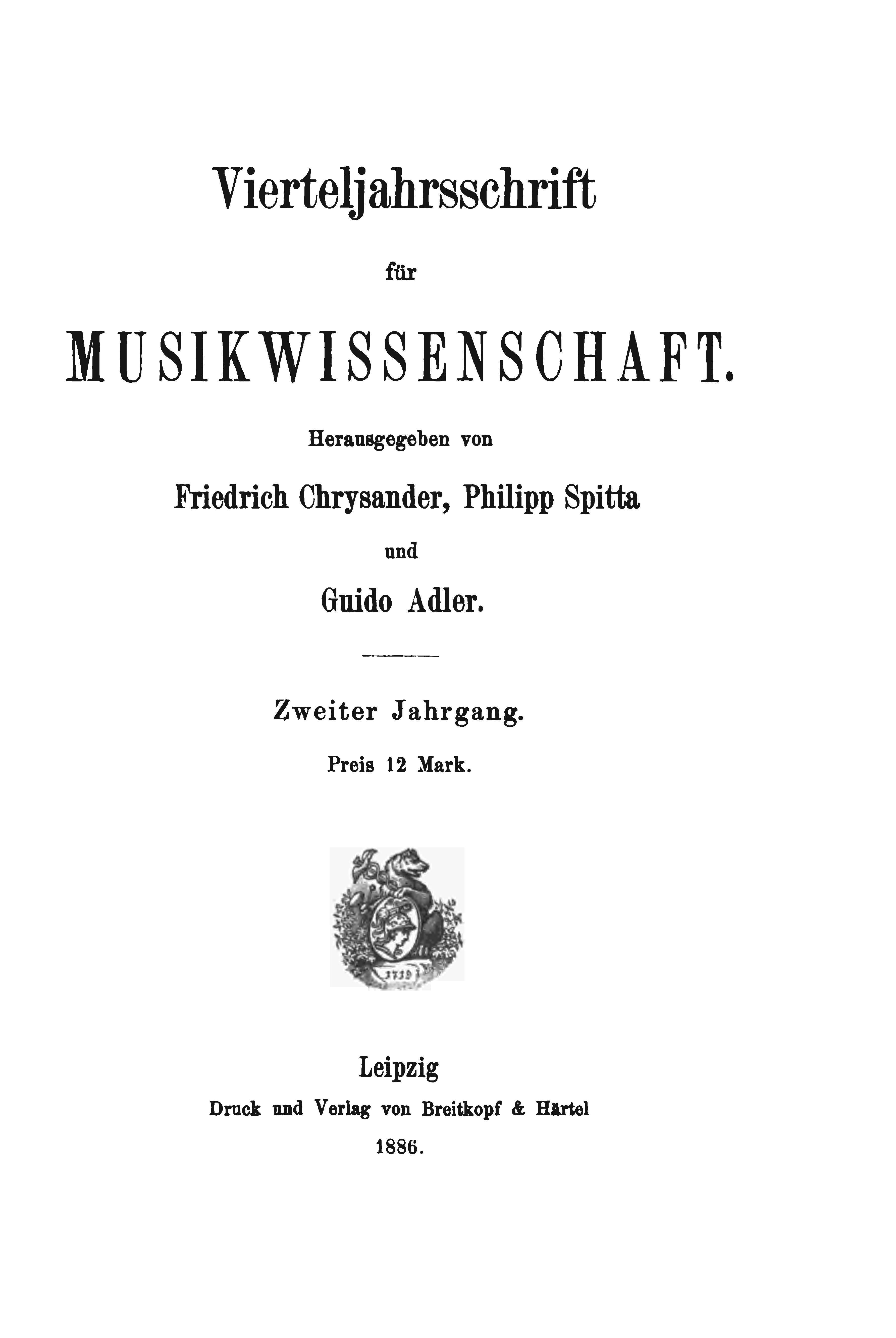
Trang tiêu đề củaVierteljahrsschrift für Musikwissenschaft năm 1886, trong đó Woldemar Voigt lập luận rằng mô hình cho bản concerto của Bach cho hai đàn harpsichord cung Đô thứ, BWV 1060, dường như là một bản concerto cho oboe và violin bị thất lạc.

Concerto cho hai đàn harpsichord cung Đô thứ, BWV 1060, là một concerto dành cho hai đàn harpsichord và dàn nhạc dây của Johann Sebastian Bach. Bản concerto này có thể bắt nguồn từ một bản biên soạn lại của một bản concerto dành cho oboe và violin cung Đô thứ trước đó vào nửa sau của những năm 1730.  Phiên bản gốc giả thuýet đó của bản concerto này có thể đã được sáng tác vào những năm Köthen của Bach (1717–1723) đã bị thất lạc, nhưng đã được phục dựng lại trong một số ấn bản được gọi là BWV 1060R.

## Lịch sử
Trong khi các bản thảo của thế kỷ 18 còn tồn tại cho thấy bản concerto này sáng tác cho hai đàn harpsichord và dàn nhạc đàn dây, giả định của nó cho rằng tác phẩm có nguồn gốc là bản concerto cho violin và oboe lại được chấp nhận rộng rãi kể từ cuối thế kỷ 19.  Hiện chưa rõ niên đại chính xác của bản concerto trước đó, nhưng người ta tin rằng nó đã tồn tại từ đầu những năm 1720. Phiên bản cho hai đàn harpsichord có thể cũng bắt nguồn từ chính thời gian đó hoặc khoảng những năm 1736. Một sự ước lượng rộng hơn về thời gian sáng tác của ấn bản cho hai đàn harpsichord là 1735–1740.

## Cấu trúc
| </img>     |           |            |
| 1. Allegro | 2. Adagio | 3. Allegro |

Bản concerto được sáng tác cho hai đàn harpsichord (cembalo concertato I và II), hai phần violin (violin I và II), viola và bè trầm liên tục. Sự khác biệt về cấu trúc và âm hình của cả hai nhạc cụ độc tấu được thể hiện rõ ràng nhất trong các bè ngoài cùng của những chương Allegro.  Trong những chương này, các dòng giai điệu của harpsichord Phần II thường trữ tình hơn và ít hoạt bát hơn so với phần harpsichord I. Chương giữa Adagio là nơi các giai điệu của cả hai nhạc cụ độc tấu bắt chước lẫn nhau mà không có sự khác biệt về cấu trúc và âm hình được ví như chương giữa của bản concerto cho 2 violin của Bach, BWV. 1043.

### Chương đầu: Allegro
Chủ đề mà chương Allegro mở ra được chuyển đổi theo nhiều hướng khác nhau, chỉ trở về âm hình ban đầu khi kết thúc chương.

### Chương thứ hai: Adagio
Chương giữa Adagio có giai điệu cantabile được sáng tác theo hình thức bắt chước bởi cả hai nhạc cụ độc tấu, đi kèm với dàn nhạc dây. Các bản viết tay từ thế kỷ 18 có hai phiên bản dành cho phần đệm: trong một phiên bản, nhạc cụ dây chơi bằng vĩ (arco), còn ấn bản khác thì chơi búng (pizzicato).

### Chương thứ ba: Allegro
Đoạn điệp khúc (ritornello) của chương cuối cùng có một chủ đề nhanh dựa theo nhịp bourrée, trên đó cũng có đoạn chen cho các nghệ sĩ độc tấu gần như dựa vào trọn vẹn.

## Tiếp nhận

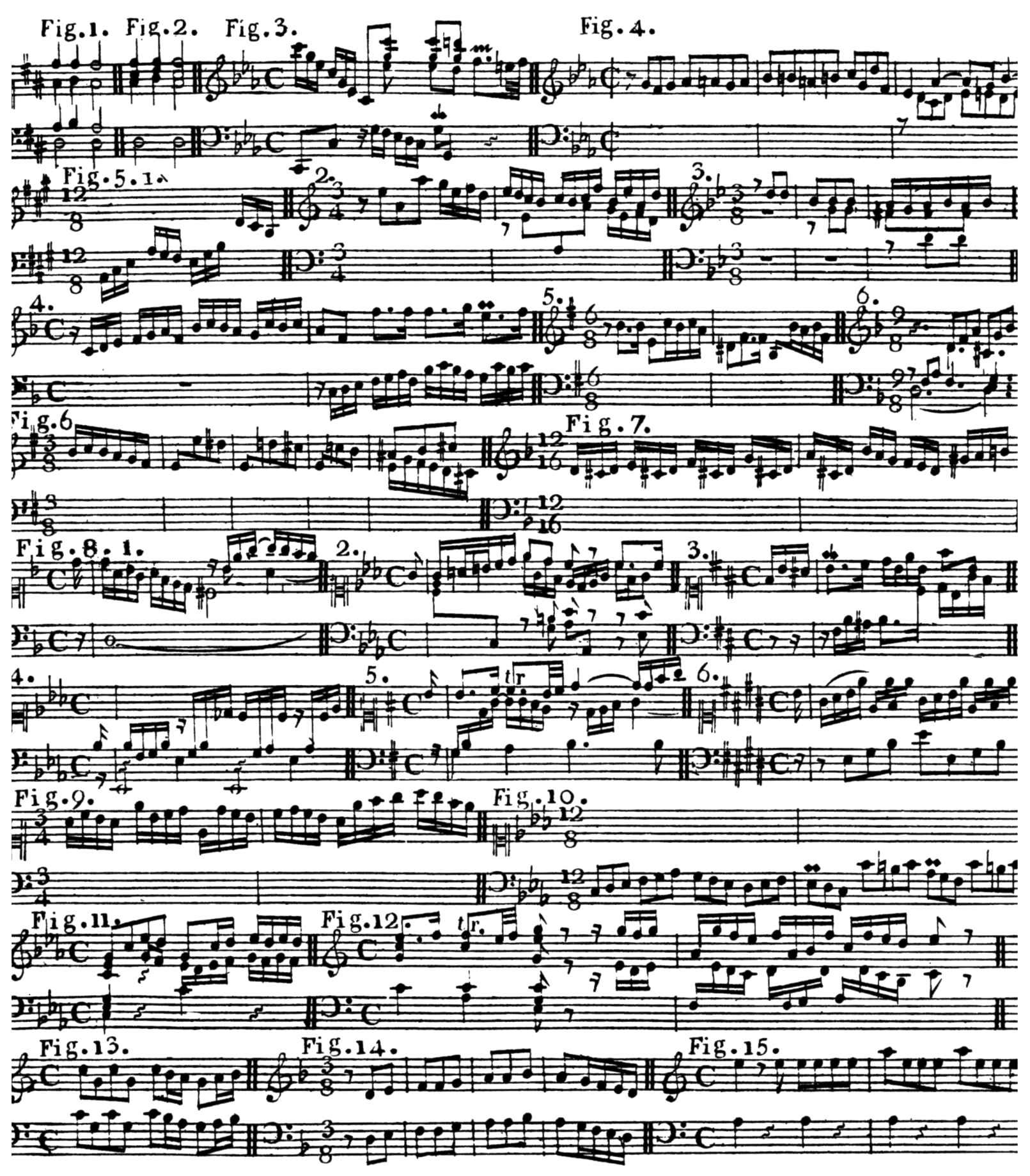
Trang đầu tiên về các ví dụ âm nhạc trong cuốn tiểu sử năm 1802 của Forkel về Johann Sebastian Bach: bản về sau của BWV 1060 là Fig. 11 trên trang này.

Trong cuốn tiểu sử về Bach vào đầu thế kỷ 19 của mình, Johann Nikolaus Forkel đã mô tả bản concerto là "rất cổ kính", theo đó ông cho rằng phong cách của bản concerto là rất cổ. Bản concerto được xuất bản năm 1848, do Friedrich Konrad Griepenkerl hiệu đính lại.
Trong lời nói đầu của ấn bản Bach Gesellschaft về bản concerto cho hai đàn harpsichord, Wilhelm Rust đã gợi ý rằng phiên bản gốc của bản concerto còn sáng tác cho hai violin. Năm 1886, Woldemar Voigt cho rằng nhạc cụ ban đầu của bè harpsichord II có nhiều khả năng là viết cho oboe, và bản gốc của bản concerto này dường như được xác định là một bản concerto bị thất lạc sáng tác cho oboe và violin được đề cập trong danh mục Breitkopf năm 1764.

### Các phiên bản biên soạn lại
Bản biên soạn của Max Schneider là một concerto cho hai cây vĩ cầm giọng Rê thứ được thực hiện vào năm 1920 tại Lễ hội âm nhạc Leipzig Bach. Theo Max Seiffert, sẽ hợp lý hơn nếu giữ nguyên điệu tính giống như ấn bản harpsichord là Đô thứ khi biên soạn lại cho violin và oboe độc tấu.
Trong lời nói đầu của mình cho ấn bản thứ hai năm 1990 của Bach-Werke-Verzeichnis (BWV), Wolfgang Schmieder đã đề xuất thêm chữ "R" vào số BWV để biểu thị phiên bản tái biên soạn của một sáng tác chỉ còn tồn tại trong phiên bản mới hơn, do đó, việc tái biên soạn một phiên bản BWV được phỏng đoán trước đó là  BWV 1060 có thể được chỉ định là BWV 1060R. Schmieder đã sử dụng số thứ tự 1060R trong danh mục để tái biên soạn cung Đô thứ,dành cho nghệ sĩ độc tấu oboe và violin trong ấn bản năm 1990 của tác phẩm.
Các bản tái biên soạn đã xuất bản:
- Seiffert, Max, biên tập (1920). Konzert C moll für Violine und Oboe oder für zwei Violinen mit Klavierbegleitung von J. S. Bach. C. F. Peters. OCLC 760029773.
- Schneider, Max [bằng tiếng Đức], biên tập (1924). Joh. Seb. Bach: Konzert in D moll für Violine, Oboe oder für zwei Violinen und Streichorchester aus der Fassung für zwei Klaviere und Streichorchester C moll zurückübertragen. Breitkopf & Härtel. OCLC 22853563.
- Fischer, Wilfried, biên tập (1970). "Konzert für Oboe und Violine c-moll, Rekonstrunktion nach dem Konzert für 2 Cembali BWV 1060". Lost Solo Concertos in Reconstructions. Johann Sebastian Bach: New Edition of the Complete Works. Quyển Series VII: Orchestral Works, Vol. 7. Bärenreiter. ISMN 9790006462094.

### Thu âm
Trên bản ghi CD, BWV 1060R thường được kết hợp với các bản concerto cho violin của Bach  từ BWV1041–1043.
| Năm  | Nhạc cụ độc tấu | k   | Người biểu diễn                                                                                          | Hãng ghi âm         |
| ---- | --------------- | --- | --- | ------------------- |
| 1950 | Ob•Vn           | c/R | Tabuteau, Stern; Prades Festival Orchestra, Casals                                                       | Sony SMK 58982      |
| 1956 | 2Pno            | c   | Appleton, Field; Castle Hill Festival Orchestra, Brief                                                   | CMD 318             |
| 1958 | 2Hps            | c   | Dart, Vaughan; Philomusica of London                                                                     | OL 50165            |
| 1960 | 2Hps            | c   | Veyron-Lacroix, Beckensteiner; Orchestre de chambre J.-F. Paillard, Paillard                             | Erato LDE3124       |
| 1962 | Ob•Vn           | d/R | Goossens, Menuhin; Bath Festival Orchestra, Menuhin                                                      | EMI 2536642         |
| 1962 | 2Hps            | c   | Leonhardt, Eduard Müller (musician); Leonhardt Consort                                                   | Teldec 6.35049      |
| 1963 | Ob•Vn           | d/R | Edgard Shann, Otto Büchner (violinist); Münchener Bach-Orchester, Richter                                | Archiv 198 321      |
| 1963 | 2Hps            | c   | Richter, Bilgram; Münchener Bach-Orchester                                                               | Archiv 198 321      |
| 1967 | 2Pno            | c   | Casadesus, R. & G.; Zurich Chamber Orchestra, de<span typeof="mw:Entity" id="mwAVE">&nbsp;</span>Stoutz  | CBS 61 140          |
| 1970 | Ob•Vn           | d/R | Holliger, Grumiaux; New Philharmonia Orchestra, de<span typeof="mw:Entity" id="mwAV8">&nbsp;</span>Waart | Philips 420 700-2   |
| 1982 | Ob•Vn           | c/R | Killmer, Zukerman; Saint Paul Chamber Orchestra, Zukerman                                                | CBS MK37278         |
| 1985 | 2Pno            | c   | Eschenbach, Frantz; Hamburger Philharmoniker                                                             | DG 415 655-2        |
| 1985 | Ob•Vn           | c/R | Boyd, Accardo; Chamber Orchestra of Europe, Accardo                                                      | Philips 416 414-1   |
| 1988 | Ob•Vn           | d/R | Black, Zimmermann; English Chamber Orchestra, Tate                                                       | EMI CDC 7498622     |
| 1989 | 2Pno            | c/A | Pekinel sisters; James                                                                                   | CBS MK45579         |
| 1989 | Ob•Vn           | c/R | Goodwin, Wallfisch; The King's Consort, King                                                             | Hyperion CDH55347   |
| 1992 | 2Hps            | c   | Schornsheim, Armin Thalheim; Neues Bachisches Collegium Musicum, Glaetzner                               | Brilliant 99360/7   |
| 1996 | 2Vn             | d/R | Manze, Podger; Academy of Ancient Music                                                                  | HMU 907155          |
| 1998 | 2Pno            | c/A | Pekinel sisters; Jacques Loussier Trio                                                                   | Teldec 8573-80823-2 |
| 2000 | Ob•Vn           | d/R | Goritzki, Poppen; Bach-Collegium Stuttgart, Rilling                                                      | HC 92.131           |
| 2000 | Ob•Vn           | d/R | Kreeft, Heberlin; Netherlands Bach Ensemble, Koetsveld                                                   | Brilliant 99360/9   |
| 2000 | Ob•Vn           | d/R | Mayer, Kennedy; Berliner Philharmoniker                                                                  | EMI 6290572         |
| 2003 | 2Pno            | c   | Pekinel sisters; Zurich Chamber Orchestra, Griffiths                                                     | Warner 2564 61950-2 |
| 2004 | Ob•Vn           | c/R | Löffler, Midori Seiler; Akademie für Alte Musik Berlin, Mai                                              | HMC 901876          |
| 2008 | Ob•Vn           | c/R | Rubtsov, Fischer; Academy of St Martin in the Fields                                                     | Decca 478 0650      |
| 2010 | Tr•Vn           | c/A | Boldoczki, Baráti; Franz Liszt Chamber Orchestra                                                         | Sony 88697724182    |
| 2011 | Ob•Vn           | c/R | Abberger, Lamon; Tafelmusik Baroque Orchestra, Lamon                                                     | AN 29878            |
| 2011 | Ob•Vn           | c/R | Torunczyk, Manfredo Kraemer; Concerto Copenhagen, Mortensen                                              | cpo 777 904-2       |
| 2011 | 2Hps            | c   | Mortensen, Pinnock; Concerto Copenhagen                                                                  | cpo 777 681-2       |
| 2012 | Hps•Vn          | c/A | Dantone, Mullova; Accademia Bizantina                                                                    | Onyx 4114           |
| 2013 | Ob•Vn           | c/R | Puskunigis, Venslovaitė; St. Christopher Chamber Orchestra, Donatas Katkus                               | Brilliant 94991     |
| 2013 | Ob•Vn           | c/R | Ruiz, Huggett; Portland Baroque Orchestra                                                                | AV 2324             |
| 2014 | Ob•Vn           | c/R | Leleux, Batiashvili; Kammerorchester des Bayerischen Rundfunks, Szulc                                    | DG 479 2479         |
| 2014 | Ob•Vn           | c/R | Bernardini, A. & Cecilia Bernardini; Dunedin Consort, Butt                                               | Hyperion CKD519     |
| 2015 | Ob•Vn           | c/R | Barocksolisten München, Seel                                                                             | HC 16006            |
| 2015 | Ob•Vn           | c/R | Hamann, Zukerman; National Arts Centre Orchestra, Zukerman                                               | AN 28783            |
| 2017 | 2Hps            | c   | Hantaï, Häkkinen; Helsinki Baroque Orchestra                                                             | AE-10087            |
| 2017 | 2Vn             | d/R | Zimmermann, F.<span typeof="mw:Entity" id="mwAuE">&nbsp;</span>P. & S.; Berliner Barock Solisten         | HC 17046            |